# 조약도
조약도(助藥島)는 전라남도 완도군 약산면의 섬으로, 장흥반도의 남쪽 해상에 있는 섬이다. 서쪽 고금도와 약 300ｍ 떨어져 있다. 면적 26km2, 해안선 길이 50km이다. 섬의 남부에는 400ｍ 높이의 삼문산이 솟아 섬의 2/3 가량을 지배하고 있다. 150여 년 전에 이 섬의 한 어부가 어전(漁箭)에 김이 착생한 것을 보고 이것을 양식했다고 하는 전설이 있다. 굴과 김의 양식이 성하며 수산가공업도 활발하다.